# Bekovskij rajon
Il Bekovskij rajon (in russo Бековский район?) è un rajon dell'Oblast' di Penza, nella Russia europea. Istituito nel 1928, il suo capoluogo è Bekovo.